# Чемпіонат Закарпатської області з футболу 2022
Чемпіонат Закарпатської області з футболу 2022 року — футбольні змагання серед аматорських команд Закарпаття, які проводилися обласною асоціацією футболу з 04 вересня по 17 листопада. Через повномасштабне російське вторгнення чемпіонат розпочався восени й у незвичному форматі: без поділу на ліги 19 учасників були розбиті на чотири підгрупи за територіальним принципом. По дві найкращі команди з кожної групи розіграли звання чемпіона за олімпійською системою.

## Груповий етап
Підсумкова турнірна таблиця групи «A»
| М | Команда                    | І | В | Н | П | РМ    | О  |
| - | -------------------------- | - | - | - | - | ----- | -- |
| 1 | «Медея» Оноківська громада | 8 | 8 | 0 | 0 | 35−5  | 24 |
| 2 | «Сокіл» Кінчеш             | 8 | 5 | 0 | 3 | 22−12 | 15 |
| 3 | «Лідер» Сторожниця         | 8 | 3 | 0 | 5 | 7−18  | 9  |
| 4 | «Локомотив» Чоп            | 8 | 2 | 0 | 6 | 8−27  | 6  |
| 5 | «Зірка-SPAR» Лінці         | 8 | 2 | 0 | 6 | 7−17  | 6  |

Підсумкова турнірна таблиця групи «B»
| М | Команда             | І | В | Н | П | РМ    | О  |
| - | ------------------- | - | - | - | - | ----- | -- |
| 1 | «Севлюш» Виноградів | 8 | 8 | 0 | 0 | 48−7  | 24 |
| 2 | ФК «Поляна»         | 8 | 4 | 2 | 2 | 26−15 | 14 |
| 3 | «Бужора» Іршава     | 8 | 1 | 4 | 3 | 11−16 | 7  |
| 4 | ФК «Заріччя»        | 8 | 1 | 2 | 5 | 6−19  | 5  |
| 5 | ФК «Білки»          | 8 | 1 | 2 | 5 | 8−42  | 5  |

Підсумкова турнірна таблиця групи «C»
| М | Команда        | І | В | Н | П | РМ    | О  |
| - | -------------- | - | - | - | - | ----- | -- |
| 1 | СК «Вільхівці» | 6 | 4 | 1 | 1 | 21−7  | 13 |
| 2 | СК «Тячів»     | 6 | 4 | 0 | 2 | 19−14 | 12 |
| 3 | ФК «Терново»   | 6 | 1 | 2 | 3 | 4−13  | 5  |
| 4 | ФК «Вишково»   | 6 | 1 | 1 | 4 | 6−16  | 4  |

Підсумкова турнірна таблиця групи «D»
| М | Команда                          | І | В | Н | П | РМ    | О  |
| - | -------------------------------- | - | - | - | - | ----- | -- |
| 1 | «Карпати» Рахів                  | 8 | 7 | 1 | 0 | 19−2  | 22 |
| 2 | «Марамуреш» Солотвинська громада | 8 | 5 | 1 | 2 | 18−5  | 16 |
| 3 | ФК «Вонігово»                    | 8 | 3 | 0 | 5 | 10−18 | 9  |
| 4 | «Авангард» Тересва               | 8 | 3 | 0 | 5 | 10−23 | 9  |
| 5 | «Говерла» Ясіня                  | 8 | 1 | 0 | 7 | 6−15  | 3  |

## Плей-оф

### Чвертьфінальні матчі:
«Медея» Оноківська громада − ФК «Поляна» — 2:2 (пен. 5:4)

«Сокіл» Кінчеш − «Севлюш» Виноградів — 0:3

«Марамуреш» Солотвинська громада − СК «Вільхівці» — 1:3

СК «Тячів» − «Карпати» Рахів — 0:2

### Півфінальні матчі:
«Севлюш» Виноградів − «Медея» Оноківська громада — 1:1 (пен. 1:3)

СК «Вільхівці» − «Карпати» Рахів — 2:1

### Матч за звання чемпіона:
СК «Вільхівці» − «Медея» Оноківська громада  — 2:1

Матч за третє місце між командами «Севлюш» (Виноградів) та «Карпати» (Рахів), проведення якого було передбачено Регламентом змагань, не відбувся.